# 38노스

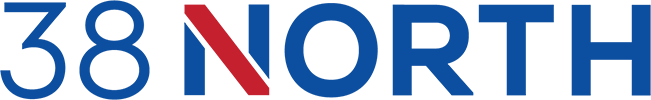

38노스(38 North)는 미국 존스 홉킨스 대학교 고등국제문제대학원(Paul H. Nitze School of Advanced International Studies, 약칭 SAIS) 한미연구소(U.S.-Korea Institute, 약칭 USKI) 산하의 조선민주주의인민공화국 전문 웹사이트이다. 대한민국 언론에서 자주 출처로 인용된다.
조엘 S. 위트와 제니 타운이 운영한다. 조엘 S. 위트는 전직 미국 국무부 직원으로 존스 홉킨스 대학교 교수이고, 제니 타운은 USKI의 부국장이다.

## 같이 보기
- 비욘드 패럴렐